# Julia Chuzhoy
Julia Chuzhoy ist eine israelische Mathematikerin und Informatikerin.
Chuzhoy studierte ab 1995 Informatik am Technion in Haifa, an dem sie 2000 ihren Master-Abschluss erhielt (Thesis: Approximation algorithms for hard cut problems) und 2004 bei Joseph Naor (Seffi Naor) promoviert wurde (Hardness of Approximation and New Approximability Classes). Als Post-Doktorandin war sie drei Jahre am Massachusetts Institute of Technology bei Piotr Indyk und Madhu Sudan, an der University of Pennsylvania bei Sanjeev Khanna und am Institute for Advanced Study bei Avi Wigderson. Sie ist Associate Professor am Toyota Technological Institute in Chicago.
Sie befasst sich mit Näherungsalgorithmen in der kombinatorischen Optimierung und die Grenzen der Approximierbarkeit sowie mit Graphentheorie.
Mit Chekuri bewies sie 2013 polynomiale Abhängigkeit der Größe der Graph-Minoren eines Gittergraphen von der Baumweite. Das lieferte eine quantitative Version des Grid-Minor-Theorems von Neil Robertson und Paul Seymour, das besagt, dass jeder Graph dessen Baumweite groß genug im Verhältnis zur Größe (Anzahl Vertices) eines Gittergraphen H ist diesen als Minor enthält.
2014 war sie eingeladene Sprecherin auf dem Internationalen Mathematikerkongress in Seoul (Cuts and Integral Routing in Graphs, an Approximation Algorithmist's Perspective). 2011 war sie Sloan Fellow und 2009 erhielt sie einen NSF Career Award.

## Schriften (Auswahl)
- mit Li Shi: A polylogarithimic approximation algorithm for edge-disjoint paths with congestion, IEEE 53rd Annual Symposium on Foundations of Computer Science—FOCS 2012, S. 233–242 (erhielt den Best Paper Award der FOCS 2012)
- mit Chandra Chekuri: Polynomial bounds for the grid-minor theorem, Journal of the ACM, Band 63, 2016, S. 1–65, Arxiv 2013